# Heinrich Wolf (Autor)
Heinrich Wolf (* 28. Mai 1858 in Duisburg; † 21. Januar 1942 in Düsseldorf) war ein deutscher Schriftsteller.

## Leben
Heinrich Wolf studierte Geschichte und promovierte 1881 an der Friedrich-Wilhelms-Universität Bonn. Nach der Promotion unterrichtete er als Gymnasialprofessor. Er war im Vorstand des Alldeutschen Verbandes und von 1919 bis 1922 im Deutschvölkischen Schutz- und Trutzbund einer der führenden Redner auf kulturpolitischen Versammlungen. Armin Mohler rechnet ihn den „völkischen Systembauern der 20er Jahre“ zu.
In seinen Schriften behauptete Wolf eine geistig-kulturelle Überlegenheit der Deutschen über die Franzosen, war dabei aber zugleich sehr stark von dem Franzosen Arthur de Gobineau beeinflusst, der vor allem in Deutschland große Resonanz erfuhr. Wolf vertrat die deutschvölkische Forderung nach einem nur von einer Rasse, von einem Volk bewohnten Nationalstaat im engsten Wortsinn. Er veröffentlichte außerdem eine Fülle von antisemitischen Schriften, von denen ein Teil während der NS-Zeit auch im Unterricht verwendet wurde. In Anlehnung an die Schrift von Heinrich Claß „Wenn ich der Kaiser wär“, dem Manifest des Schutz- und Trutzbundes, lautete der zentrale Titel von Wolf „Wenn ich Kultusminister wäre!“.
Heinrich Wolf behauptete 1921, der „Erzfeind England“, die Briten, hätten während des Burenkrieges 26.600 Frauen und Kinder verhungern lassen.
Seine Judenfeindschaft war nur teilweise christlich begründet, er berief sich allerdings immer wieder auf neo-apokryphe Evangelien.
Bereits während des Ersten Weltkrieges war er mit weitreichenden Annexionsforderungen an die Adresse Russlands, Belgiens und Frankreichs in der deutschen Öffentlichkeit aufgetreten. In einem mit Nationalpolitischer Egoismus überschriebenen Vortrag hatte er 1916 mit Blickrichtung auf eine zukünftige deutsche Ostgrenze „Baltenland, Litauen und weite Teile Polens“ als „das nötige Siedlungsland“ für ein zukünftig siegreiches Deutsches Reich eingefordert und auch die Abtretung ukrainischer Gebiete an Deutschland zumindest angedeutet. Auch die Herstellung einer Ausdehnung Deutschlands „von Hamburg bis zum Indischen Ozean“ propagierte er als lohnendes und machbares deutsches Kriegsziel.
1940 wurde Heinrich Wolf in den Ruhestand versetzt. Er starb am 21. Januar 1942 in Düsseldorf.
Nach Kriegsende wurden über ein Dutzend seiner Bücher in der SBZ bzw. der DDR auf die Liste der auszusondernden Literatur gesetzt.

## Schriften
- Mythus, Sage, Märchen. Voß, Düsseldorf 1896 (Digitalisat)
- Geschichte des antiken Sozialismus und Individualismus. Gütersloh, Bertelsmann, 1909
- Moderner Bildungsschwindel als Hemmnis eines gesunden Nationalbewusstseins. Vaterländ. Schriftenverb, Berlin, 1910
- Durch Nacht und Tod zum Morgenrot des Lebens : Kriegs-Fastenpredigten. Fredebeul & Koenen, Essen (Ruhr), 1914
- Unseres Volkes Stunde : Predigten und Ansprachen . Fredebeul & Koenen, Essen, 1915
- Die Hauptsache : Kriegsaufsätze der Wartburg .  Strauch, Leipzig, 1915
- Staatsverband über Volksverband? : zwei Kriegsaufsätze. Ortsgruppe des Alldeutschen Verbandes, Hamburg, 1915 (Digitalisat)
- Nationalpolitischer Egoismus. Vaterländ. Schriftenverb. Bochum, 1916
- Der Unterschied : Staats- und volksbürgerliche Erziehung während des Krieges. Dieterich, Leipzig, 1916
- Gegen den Strom : 95 Zeit- und Streitfragen. Weicher, Leipzig, 1918
- Preußentum und Demokratie.  Deutschnationale Verlagsanstalt, Hamburg; Leipzig, 1918
- Wenn ich Kultusminister wäre!. Weicher, Leipzig, 1919
- Die Tragik der deutschen Geschichte. Lehmann, Dresden, 1919
- Deutsche Geschichte. Ein Kampf gegen Asien und Halbasien. Weicher, Leipzig 1920
- Angewandte Geschichte. Verlag Weicher, Leipzig 1920 ff.
- Deutsche Geschichte. Einführung in das Verständnis unserer vaterländischen Geschichte. Meyer, Hannover 1921
  - Bd. 1 Eine Erziehung zum politischen Denken und Wollen.
  - Bd. 2 Geschichte der katholischen Staatsidee. Angewandte Kirchengeschichte. 1936
  - Bd. 3 Kulturgeschichte in Mythus, Sage, Dichtung. Angewandte Mythologie.
  - Bd. 4 Weltgeschichte der Lüge. 1937
  - Bd. 5 Angewandte Rassenkunde. Weltgeschichte auf biologischer Grundlage. 1938
  - Bd. 6 Kulturgeschichte der Revolutionen  und das Recht des Widerstandes
- Juda und Rom. Weicher, Leipzig, 1929
- Ein christlicher Nationalsozialist schaut Kirchengeschichte. Verlag Kommende Kirche, Bremen 1939.
- Geschichte der katholischen Staatsidee ("Angewandte Geschichte; Bd. 2). Verlag für ganzheitliche Forschung und Kultur, Viöl/Nordfriesland 1993, ISBN 3-927933-29-5 (Nachdruck der Ausgabe Leipzig 1939).
- Kirchengeschichte, völkisch gesehen. Verlag "Kommende Kirche", Bremen 1939
- Kulturtragödien der Völker nordischer Rasse. Alttestamentliche Bannungen. Verlag Deutscher Christen, Weimar 1939.
- Weltgeschichte der Luege ("Angewandte Geschichte; Bd. 4). Archiv-Edition, Struckum 1989, ISBN 3-922314-84-8 (Nachdruck der Ausgabe Leipzig 1937).
- Wie wir Deutschen uns selbst entdeckten. Armanen-Verlag, Leipzig 1933.